# Cirilo Miernau
Cirilo Miernau Domènech, más conocido como Cirilo Miernau, (Viladecans, 26 de abril de 1924 - 12 de julio de 2015) fue un futbolista español que jugó de defensa.

## Carrera deportiva
Miernau comenzó su carrera deportiva en la Unió Atlètica d'Horta en 1943, dejando el club en 1946 para fichar por el Real Club Deportivo Espanyol, que jugaba en Primera División. En el Espanyol estuvo dos temporadas en las que no jugó apenas.
En 1948 fichó por el Girona Fútbol Club de la Segunda División. En el Girona se convirtió en un jugador importante, disputando 23 partidos en su primera temporada como rojiblanco y 22 en su segunda, y última, temporada en el Girona. Tras dejar el Girona fichó por el Centre d'Esports Sabadell, que también jugaba en Segunda.
En su primera temporada en el Sabadell jugó 32 partidos y anotó su primer gol en la élite. En esa temporada su club estuvo cerca de lograr el ascenso a Primera División. En su segunda temporada jugó sólo 16 partidos, y en la que fue su última temporada en el Sabadell disputó 27 partidos. Tras dejar el Sabadell fichó por el Club Atlético Osasuna de la Primera División. En el Osasuna disputó únicamente 6 partidos y vio como su club descendió a Segunda División.
Tras el descenso dejó Osasuna, y a partir de ese momento, jugó en el CE Manresa, en el Club Esportiu Fabra i Coats y en el Club de Fútbol Gavà.

## Clubes
- Unió Atlètica d'Horta (1943-1946)
- Real Club Deportivo Espanyol (1946-1948)
- Girona Fútbol Club (1948-1950)
- Centre d'Esports Sabadell (1950-1953)
- Club Atlético Osasuna (1953-1954)
- CE Manresa (1955-1956)
- Club Esportiu Fabra i Coats (1956-1958)
- Club de Fútbol Gavà (1958-1959)[2]